# Rachel Yurkovich
Rachel Yurkovich (ur. 10 października 1986 w Forest Grove w Oregonie) – amerykańska lekkoatletka specjalizująca się w rzucie oszczepem.
Złota medalistka mistrzostw panamerykańskich juniorów (2005). Dzięki zajęciu w 2009 roku drugiego miejsca w mistrzostwach Stanów Zjednoczonych zakwalifikowała się do reprezentacji USA na światowy czempionat w Berlinie, podczas którego zajęła 12. miejsce w finale konkursu rzutu oszczepem. W 2012 roku startowała na igrzyskach olimpijskich w Londynie, gdzie uplasowała się na 24. pozycji w rundzie eliminacyjnej i nie awansowała do finału. Medalistka mistrzostw kraju w różnych kategoriach wiekowych oraz wielokrotna mistrzyni NCAA. 
Rekord życiowy: 61,06 (1 maja 2012, Baie-Mahault).